# فلور دو لووتو
فلور دو لووتو (به اسپانیایی: Flor de Luto) یک کوه در پرو است که در منطقه اوئانوکو واقع شده‌است. فلور دو لووتو ۵٬۵۲۹ متر بالاتر از سطح دریا واقع شده‌است.